# Gottfried Pfitzner
Gottfried Pfitzner (* 28. Februar 1795 in Greifenhain; † 31. März 1887 in Frohburg) war ein deutscher Musiker. 

## Leben
Gottfried Pfitzner kam als Sohn des Hausbesitzers, Wollkämmers und Häuslers Johann Gottfried Pfitzner (1768–1840) und dessen Ehefrau Eva Rosine Kentzig (1775–1844) in Greifenhain zur Welt. Dem Vater folgend arbeitete er zunächst im Textilgewerbe, brachte es bis zum Webermeister und ließ sich Mitte der 1810er Jahre in Frohburg nieder, wo er sich zunächst als Zeughändler, Leinen- und Wollweber betätigte und auch das Bürgerrecht erwarb. Aufgrund seiner musikalischen Begabung übernahm er nach und nach immer mehr Aufgaben in der Frohburger Stadtmusik und wirkte schließlich hauptberuflich als Stadtmusikdirektor und „Kantoreiverwandter“. 
Sein Enkel Hans Pfitzner, einer der berühmtesten deutschen Komponisten des späten 19. und frühen 20. Jahrhunderts, charakterisierte den Großvater in seinen Lebenserinnerungen folgendermaßen: „Dieser muß ein tüchtiger 'Stadtmusikus' gewesen sein, seine Schüler fanden sich noch lange in deutschen Orchestern zerstreut, auch das Frankfurter Opernorchester wies noch einige gut geschulte Exemplare auf; ich habe den alten untersetzten Mann von kräftigem Bauernschlag noch gesehen als kleiner Junge gelegentlich eines Besuches in Frohburg.“

## Familie
Gottfried Pfitzner wurde zum Begründer einer Musikerdynastie, deren Angehörige in Deutschland, Österreich, Russland und den Vereinigten Staaten wirkten. Er war dreimal verheiratet und hatte folgende Nachkommen (Auswahl):
⚭ I.: 1817 Christiane Juliane Teichmann (1800–1846)
1. Karl Robert Pfitzner (1825–1904), Violinist, Orchestermusiker in Moskau, Konzertmeister und Musikdirektor in Frankfurt am Main; ⚭ 1866 Wilhelmine Reimer (1840–1924)
  1. Heinrich Carl Pfitzner (1867–um 1935/40), Komponist, Pianist, Musikpädagoge in Berlin und den USA[2]
  2. Hans Erich Pfitzner (1869–1949), Komponist, Dirigent, Musikpädagoge, Regisseur und Autor; ⚭ 1899 Maria „Mimi“ Quast (1879–1926), Schauspielerin und Autorin
    1. Peter Pfitzner (1906–1944, Künstlername: Peter Quast), Komponist[3]

⚭ II.: 1847 Elisabeth Thierfelder († 1847), kinderlos  
⚭ III.: 1848 Friederike Wilhelmine Weißwange 
1. Karl Oskar Pfitzner (1854–1924), Violinist, Konzertmeister in Bremen; ⚭ Marianne Elisabeth Olga Walther (1861–1940)[4][5]
  1. Gottfried Franz Walther Pfitzner (1882–1956), Komponist, Pianist, Dirigent und Musikpädagoge in Berlin und den USA; ⚭ 1912 Ada Saecker (1881–1956, Künstlername: Ada Saverni), Sängerin[6][7]
    1. Ingwelde Pfitzner (1919–2017), Violinistin und Bratschistin; ⚭ 1946 David Jacob Zeff (1920–2019), Violinist und Dirigent[8]